# Eridan de Medeiros Coutinho
Eridan de Medeiros Coutinho (Recife, 7 de agosto de 1931 - Recife, 21 de março de 2024) foi uma médica e pesquisadora brasileira. 

## Carreira
Em 1954, graduou-se em Medicina pela Universidade Federal de Pernambuco (UFPE). Em 1974, tornou-se Mestre em Nutrição e, em 1977, Doutora em Patologia da Nutrição pela mesma universidade. Era pesquisadora emérita da Fundação Oswaldo Cruz, atuando no Instituto de Pesquisas Aggeu Magalhães, do qual foi diretora entre 1993 e 1997.
Destacou-se pelo estudo da patologia das doenças tropicais, especialmente, a esquistossomose. Em 1982, foi aprovada para a titularidade de Anatomia Patológica da Faculdade de Ciências Médicas da Universidade de Pernambuco, tornando-se a primeira mulher a ocupar uma cátedra em Medicina em Pernambuco. Ao longo de sua carreira, recebeu diversos prêmios e homenagens, como a Medalha Pirajá da Silva (2008), a Medalha de Oswaldo Cruz (1995) e o Prêmio Carlos Chagas (1962).